# 翁法洛斯

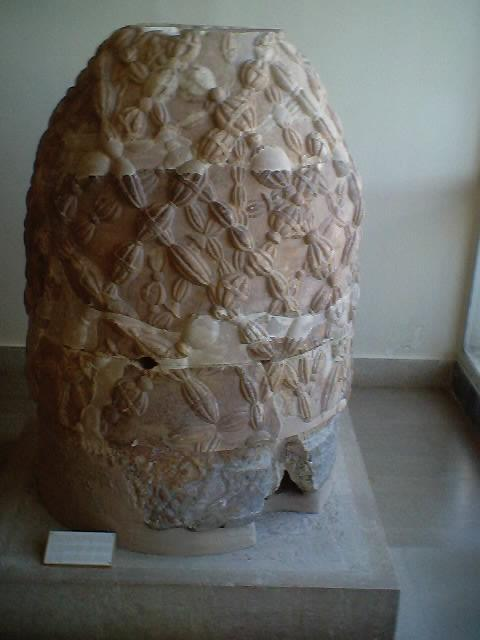
德尔斐博物館中的翁法洛斯

翁法洛斯（omphalos）在希腊语中意为“肚脐”，是一种人造的宗教性圆形石器，象征着“大地的肚脐”。据说宙斯曾经放出两只老鹰：一只向东飞，一只向西飞，这两只老鹰在环绕大地一圈后汇合于德尔斐，因此这里即为大地的中心。人们在据信为老鹰汇合的地方竖立了一个白色的圆柱形大理石，以纪念这个传说。另一個傳說是來自克洛諾斯被兒子宙斯挑戰後，吐出的一塊石頭，掉到地面上所在位置即是宇宙的中心。事实上，在环地中海地区的很多地方都竖有翁法洛斯。

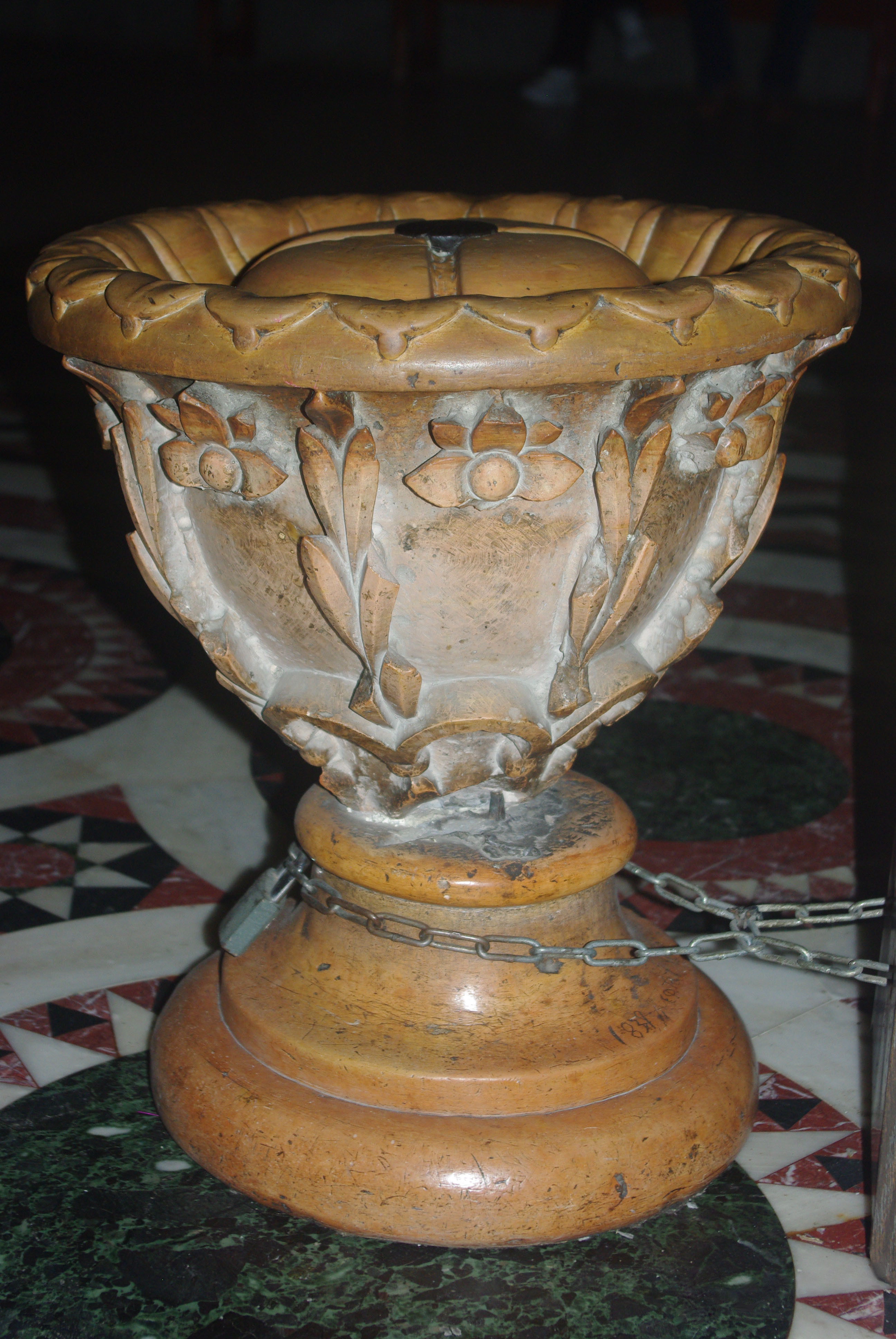
耶路撒冷聖墓教堂中的翁法洛斯